# Centrolene pipilatum
Centrolene pipilatum är en groddjursart som först beskrevs av Lynch och William Edward Duellman 1973.  Centrolene pipilatum ingår i släktet Centrolene och familjen glasgrodor. IUCN kategoriserar arten globalt som starkt hotad. Inga underarter finns listade i Catalogue of Life.